# 7つの俳諧
『7つの俳諧』（ななつのはいかい、フランス語: Sept haïkaï — esquisses japonaises）は、オリヴィエ・メシアンが1962年に作曲した、ピアノと小オーケストラのための7つの楽章からなる管弦楽曲。「日本のスケッチ」という副題を持つ。演奏時間は約25分。

## 作曲の経緯
オリヴィエ・メシアンとイヴォンヌ・ロリオは、1962年6月から7月にかけて日本を訪れ、小沢征爾指揮NHK交響楽団による『トゥランガリーラ交響曲』の日本初演に立ちあったほか、奈良や広島を訪れ、軽井沢で鳥の歌を採録した。雅楽・能・文楽・歌舞伎などの日本の伝統芸能も鑑賞した。
フランスに帰国した後、日本で取ったスケッチをもとに作曲を開始した。当時メシアンはクロード・ドビュッシーの生誕100年を記念するための作品を依頼されていたため、本作をそれにあてた。1963年10月30日にパリのオデオン座において、ピエール・ブーレーズ指揮のドメーヌ・ミュジカルとイヴォンヌ・ロリオのピアノによって初演された。初演は大成功をおさめた。
第4楽章の雅楽以外日本の音楽に直接由来する箇所はなく、複雑なリズムを持った、かなり難解な作品である。音楽的には前作の『クロノクロミー』との共通点が多い。雅楽の楽章では各声部が互いに自足していて、他の声部とは無関係に流れていく。
ルデュック社から出版されたスコアの表紙には宮島の鳥居が描かれている。「イヴォン・ロリオ、ピエール・ブーレーズ、山口芙美夫人、小沢征爾、松平頼則、別宮貞雄、端山貢明、鳥類学者の星野氏、ならびに、日本の景色、日本の音楽、日本の鳥たちに捧ぐ」という長い献辞がついているが、ドビュッシーについては何も言及されていない。

## 楽器編成
ピッコロ、フルート、オーボエ2、コーラングレ、小クラリネット、クラリネット2、バスクラリネット、ファゴット2、トランペット、トロンボーン、シロフォン、マリンバ、独奏ピアノ、打楽器（センセロス、クロタル、トライアングル、チューブラーベル18、ターキッシュシンバル、チャイナシンバル2、ゴング2、タムタム2）、ヴァイオリン8。

## 構成
鳥の名はスコア上に日本語名のローマ字表記で記されている。
1. 序 Introduction - インドのターラ（サンギータ・ラトナーカラに由来する）にもとづいた非常に複雑なリズムを持ち、スコアにはリズムの種類が記されている。メシアンによると序とコーダは仏教寺院の入口を守る2体の仁王に相当する[9]。
2. 奈良公園と石灯籠 Le Parc de Nara et les Lanternes de pierre
3. 山中―カデンツァ Yamanaka - cadenza - 富士山麓の山中湖の近くなどで採録した鳥たちの合唱。ミソサザイ、アカハラ、アオジ、オオルリなどの声に加えてピアノの3つのカデンツァが加わる。カデンツァはそれぞれキビタキ、ホオアカとヒバリ、クロツグミの声をもとにしている[10]。
4. 雅楽 Gagaku - 日本の雅楽の笙が8人のヴァイオリン、篳篥がトランペットによって代用される[10]。
5. 宮島と海中の鳥居 Miyajima et le torii dans la mer
6. 軽井沢の鳥達 Les Oiseaux de Karuizawa - 管楽器によるウグイス・ホトトギス・キビタキの声、打楽器によるサンコウチョウ、ピアノによるクロツグミなどの合唱、ついでピアノによるビンズイのカデンツァ、ホオアカ・ヒバリ・アオジ・オオルリ・コムクドリなどの合唱、オオヨシキリのカデンツァ、ふたたびウグイスやホトトギスの声による合唱となり、ウグイスの谷渡りで終わる。
7. コーダ Coda - 序と同じ複雑なリズムによる。

## 備考
- 『7つの俳諧』という題の曲にはメシアン以前にモーリス・ドラージュが1924年に書いた連作歌曲 (Sept haï-kaïs) がある。ジョン・ケージは1951-1952年に『7つの俳句』(Seven Haiku)というピアノ小品を作曲している[11]。
- メシアンの未完の著書『リズムと色と鳥類学』全7巻において第5巻は本曲における鳥の歌の使用の分析に費やされている。
- ドビュッシー生誕100年記念の曲として、当初メシアンはエローの鳥たちの歌にもとづくピアノ・シロフォン・フルートの三重協奏曲を作曲しようとしていたが[12]、この曲は完成しなかった。この曲のピアノ部分のスケッチはロジェ・ムラロによって編曲され、『エローに棲まうムシクイたち (Fauvettes de l’Hérault)』の題で2017年6月23日に日本のトッパンホールでムラロ本人によって世界初演された[13][14]。